# Phénomène bleu-sept
 (mai 2024).
Motif : Le marteau rouge occupe plus de place que le bleu-sept. Les références sont mal attachées. La référence pour blue-sept est attachée au début du paragraphe sur marteau rouge, paragraphe qui n'est pas sourcé puis qui est contredit par sa section.
Le « phénomène bleu-sept » (« blue-seven phenomenon » en anglais) vient d'une constatation empirique. Si on enlève les « 1 » des personnes majoritairement masculines désirant être meneur dans tout et le « blanc », symbole de pureté cher aux civilisations asiatiques, lorsqu'on demande à une personne de citer rapidement un nombre et une couleur. Et cette constatation est valable quelle que soit la population d'individus choisie...
Plusieurs recherches ont été faites, mais très peu arrivent à une conclusion évidente. Une variante montre aussi que demander à des individus occidentaux une couleur et un outil renvoie à 98 % "Marteau Rouge". Mais là où le marteau symbolise l'outil dans les inconscients (cf. n'importe quelle icône représentant une activité de paramétrage ou de réglage dans le milieu informatique) ainsi que la couleur rouge souvent associée, le bleu et le sept sont des concepts beaucoup plus abstraits.

## Le phénomène marteau rouge
Le phénomène « Marteau Rouge » vient d'un message viral sur internet qui à la suite de questions mathématiques simples permettant d'abaisser la vigilance et le raisonnement conscient, demander de dire très rapidement un outil et une couleur[pas clair]. Ce même message disant que 98 % de la population répondait « Marteau Rouge ». Dans les faits, il semble que « seuls » 20 % des gens répondent marteau rouge et 2/3 ont soit marteau soit rouge dans leur réponse.